# 田野町南原
田野町南原（たのちょうみなみばる）とは、宮崎県宮崎市内の地名。田野地域自治区に属している。郵便番号は889-1704。田野町南原1丁目-3丁目を設置するが、住居表示非実施地区である。

## 地理
宮崎市南西部、旧田野町域の中心部南側に位置する住宅街である。2018年に田野町甲・田野町乙から独立して設置された。

## 世帯数と人口
2023年（令和5年）7月1日現在の世帯数と人口は以下の通りである。
| 町丁            | 世帯数  | 人口  |
| --------------- | ------- | ----- |
| 田野町南原1丁目 | 78世帯  | 211人 |
| 田野町南原2丁目 | 230世帯 | 576人 |
| 田野町南原3丁目 | 105世帯 | 233人 |

## 小・中学校の学区
市立小・中学校に通う場合、学区は以下の通りとなる。
| 町名       | 小学校             | 中学校             |
| ---------- | ------------------ | ------------------ |
| 田野町南原 | 宮崎市立田野小学校 | 宮崎市立田野中学校 |

## 交通
宮交グループの運営するバスが営業している。

### 道路
- 国道269号
- 宮崎県道28号日南高岡線
- 宮崎県道343号鰐塚山田野停車場線

## 施設
- 宮崎市立田野病院